# Championnat d'Angleterre de football de deuxième division 1906-1907
Navigation
Édition précédente Édition suivante
La saison 1906-1907 est la quinzième saison du championnat d'Angleterre de football de deuxième division. Les deux premiers du championnat obtiennent une place en première division, les trois derniers sont relégués uniquement s'ils n'obtiennent pas assez de voix dans la procédure de réélection.
Nottingham Forest remporte la compétition et se voit promu en première division accompagné du vice-champion, Chelsea FC. Parmi les trois derniers, seul Burton United n'obtient pas assez de voix pour rester en deuxième division, Burslem Port Vale se retire de la compétition pour raisons financières. Le meilleur buteur est Fred Shinton avec 28 buts pour West Brom.

## Compétition
La victoire est à deux points, un match nul vaut un point.

### Classement
| Rang | Équipe                    | Pts | J  | G  | N  | P  | Bp | Bc | Diff |
| ---- | ------------------------- | --- | -- | -- | -- | -- | -- | -- | ---- |
| 1    | Nottingham Forest R       | 60  | 38 | 28 | 4  | 6  | 74 | 36 | +38  |
| 2    | Chelsea FC                | 57  | 38 | 26 | 5  | 7  | 80 | 34 | +46  |
| 3    | Leicester Fosse           | 48  | 38 | 20 | 8  | 10 | 62 | 39 | +23  |
| 4    | West Bromwich Albion      | 47  | 38 | 21 | 5  | 12 | 83 | 45 | +38  |
| 5    | Bradford City             | 47  | 38 | 21 | 5  | 12 | 70 | 53 | +17  |
| 6    | Wolverhampton Wanderers R | 41  | 38 | 17 | 7  | 14 | 66 | 53 | +13  |
| 7    | Burnley FC                | 40  | 38 | 17 | 6  | 15 | 62 | 47 | +15  |
| 8    | Barnsley FC               | 38  | 38 | 15 | 8  | 15 | 73 | 55 | +18  |
| 9    | Hull City                 | 37  | 38 | 15 | 7  | 16 | 65 | 57 | +8   |
| 10   | Leeds City                | 43  | 38 | 13 | 10 | 15 | 55 | 63 | -8   |
| 11   | Grimsby Town              | 35  | 38 | 16 | 3  | 19 | 57 | 62 | -5   |
| 12   | Stockport County          | 35  | 38 | 12 | 11 | 15 | 42 | 52 | -10  |
| 13   | Blackpool FC              | 33  | 38 | 11 | 11 | 16 | 33 | 51 | -18  |
| 14   | Gainsborough Trinity      | 33  | 38 | 14 | 5  | 19 | 45 | 72 | -27  |
| 15   | Glossop FC                | 32  | 38 | 13 | 6  | 19 | 53 | 79 | -26  |
| 16   | Burslem Port Vale         | 31  | 38 | 12 | 7  | 19 | 60 | 83 | -23  |
| 17   | Clapton Orient            | 30  | 38 | 11 | 8  | 19 | 45 | 67 | -22  |
| 18   | Chesterfield FC           | 29  | 38 | 11 | 7  | 20 | 50 | 66 | -16  |
| 19   | Lincoln City              | 28  | 38 | 12 | 4  | 22 | 46 | 73 | -27  |
| 20   | Burton United             | 23  | 38 | 8  | 7  | 23 | 34 | 68 | -34  |

|  | Vainqueur de la deuxième division et promotion en First Division |
|  | Promotion en First Division                                      |
|  | Réélection                                                       |
|  | Relégué                                                          |

- Parmi les trois derniers, Burton United n'obtient pas assez de voix et sera relégué. Burslem Port Vale se retire de la compétition pour raisons financières.